# Маарен Оландер-Дойле
Маарен Оландер-Дойле (ест. Maaren Olander-Doyle; нар. 10 жовтня 1975, Таллінн, Естонія) — естонська футболістка та арбітриня, виступала на позиції воротаря в жіночій збірній Естонії.

## Життєпис
На клубному рівні до 2003 року виступала за талліннську «Флору». Зіграла в першому офіційному матчі за національну збірну Естонії, проти Литви. По завершенні кар'єри гравчині тренувала національну збірну Естонії та головним дівочої збірної Естонії (WU-19). Вона також стала футбольним арбітром, отримавши елітний статус у 2008 році.

## Особисте життя
Окрім футбольної кар’єри, вона також грала в теніс, індорхокей та займалася гімнастикою. З 2013 року проживає в Дубаї.